# Висси (Тартумаа)
Ви́сси (эст. Vissi) — деревня в волости Ныо уезда Тартумаа, Эстония.

## География и описание
Расположена у шоссе Тарту—Валга, в 18 км к юго-западу от уездного центра — города Тарту. Высота над уровнем моря — 66 метров. 
На территории деревни находится озеро Висси. На западе она граничит с озером Вийсъяагу. В границах деревни находится часть лесопарковой зоны заповедника Элва-Витипалу.
Климат умеренный. Официальный язык — эстонский. Почтовый индекс — 61621.

## Население
По данным переписи населения 2021 года, в Висси насчитывалось 288 жителей, из них 275 (95,5 %) — эстонцы.
По данным переписи населения 2011 года, в деревне проживали 249 человек, из них 241 (96,8 %) — эстонцы.
Численность населения деревни Висси по данным переписей населения:
| Год  | 1959 | 1970 | 1979 | 1989 | 2000  | 2011  | 2021  |
| ---- | ---- | ---- | ---- | ---- | ----- | ----- | ----- |
| Чел. | 64   | ↘ 58 | ↗ 75 | ↗ 78 | ↗ 144 | ↗ 249 | ↗ 288 |

## История
Не позднее 1798 года была основана скотоводческая мыза Карлсберг (нем. Karlsberg, Висси, эст. Vissi karjamõis) рыцарской мызы Мейерсгоф (нем. Meyershof, ранее нем. Moiseküll, Меэри, эст. Meeri mõis). В Эстонская Республика (1918—1940)1920-х годах, после земельной реформы, на землях бывшей мызы возникло поселение Висси. В 1939 году оно получило статус деревни. 
Озеро Висси в XVII веке называлось Верритьерве (Werritjerwe) или Вирритьерве (Wirritjerwe). 
В 1900 году упоминается железнодорожная станция Вапрамяэ, в начале XX века —  Wapramäggi. Крутая гора высотой 78 метров получила своё название по хутору Вапра. Согласно эстонскому языковеду Яаку Симму, это название произошло от добавочного имени давнего хозяина хутора — Ваппер (′vapper : vapra′ — с эст. «храбрый»)

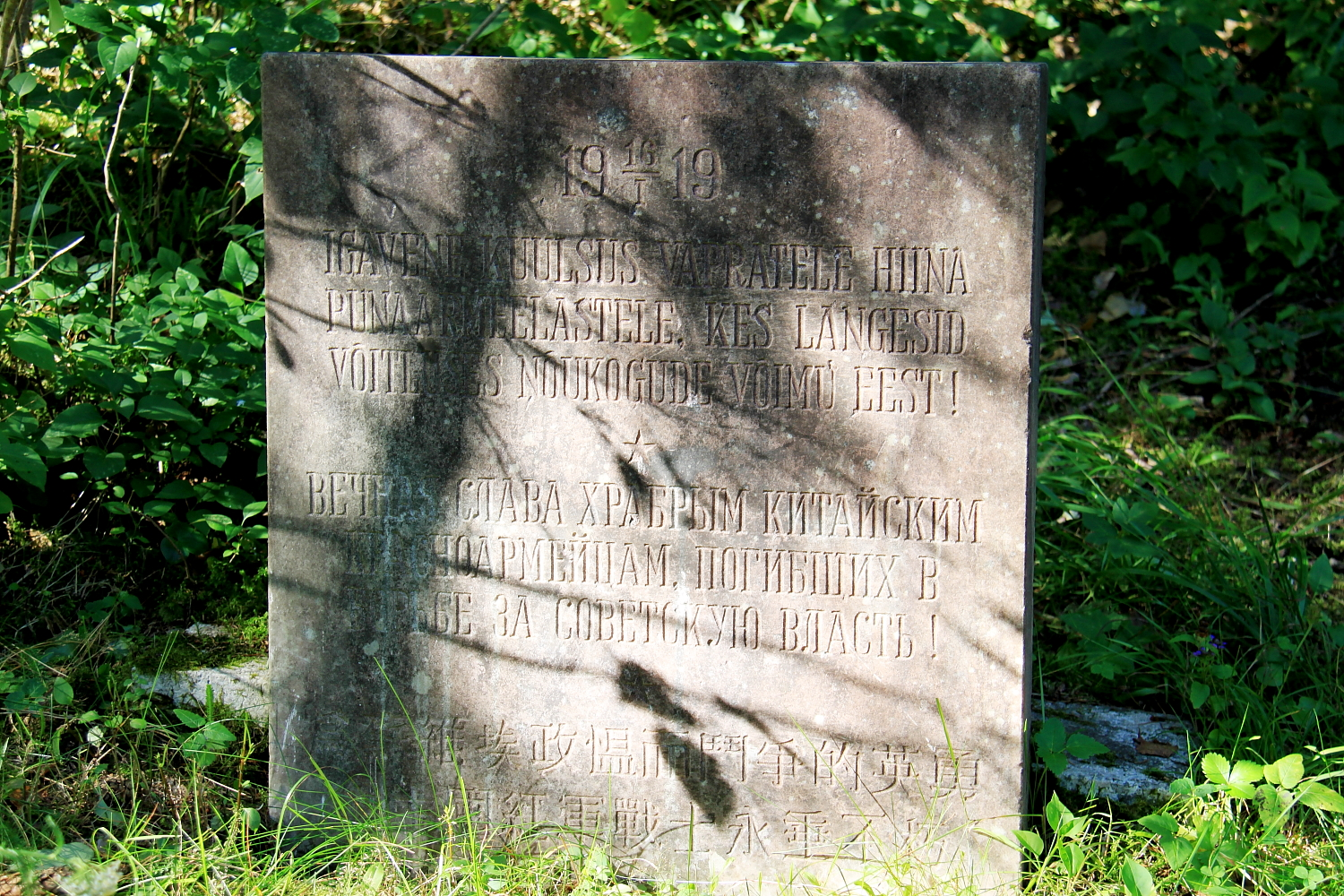
Памятник китайским красноармейцам в Висси, 2009 год. Разрушен в 2023 году

В советское время на расположенной на территории деревни братской могиле китайских красноармейцев, павших в Гражданской войне (исторический памятник с 1997 до 2023 года), был установлен памятник с надписью «16.I.1919 Вечная слава храбрым китайским красноармейцам, погибшим в борьбе за советскую власть». В протоколе от 30 ноября 2022 года рабочая группа по советским памятникам при Госканцелярии Эстонии признала памятник «нейтральным монументом», т. е. не подлежащим удалению из общественного пространства, однако весной 2023 года памятник был разрушен неизвестными (см. Список советских военных памятников Эстонии).

## Достопримечательности
В границах деревни Висси находится Вапрамяги) — гора, историческое место и природоохранный объект, относящийся к заповеднику Элва. С Вапрамяги связаны эстонские легенды и сказания. По горе проходит эколого-познавательная тропа длиной 3,5 км.
В деревне Висси, на хуторе Варику находится интересная экспозиция старой сельскохозяйственной техники Хейо Проста. Хейно Прост, окончивший в 1954 году Тартускую школу механизации, посвятил созданию музея большую часть своей жизни. В 1954 году он получил от Министерства культуры разрешение на сбор старой сельхозтехники, в 1957 году — разрешение на её экспонирование. Прост сам занимался реставрацией машин. Всего в музее около 400 экспонатов. Старейшим экспонатом является ручная молотилка немецкого производства 1856 года (в рабочем состоянии).